# Everything's Rosie
Everything's Rosie (en España Todo es Rosie y en Latinoamérica El mundo de Rosie) es una serie de dibujos animados para niños de 3 a 6 años. Creado por Victoria Corner para V&S Entertainment Ltd., la serie sigue las aventuras de una niña llamada Rosie y sus amigos , Holly, Big Bear, Oakley un roble antiguo y Raggles el conejo.
Cuatro temporadas han sido emitidas junto con un episodio especial "When You Wish Upon an Oak". Everything’s Rosie ha sido emitido en CBeebies en el Reino Unido e internacionalmente a través de 160 territorios, incluido el canal Clan en España.

## Personajes

### Rosie
Rosie es el personaje principal y tiene el pelo de cintas de colores brillantes sujeto con un botón verde grande. La voz de Rosie es interpretada por Joanna Ruiz. Rosie tiene una actitud positiva, tiene un agudo sentido de la aventura y le encanta jugar con sus amigos, especialmente con su mejor amigo Raggles.

### Raggles
Raggles es un conejo azul turquesa. Le encanta comer, jugar con todos sus juguetes favoritos y montar en el Twooter. Constantemente curiosidad por el mundo que le rodea, siempre está buscando aventuras. Raggles tiene una cremallera especial debajo su frente donde mantiene sus mejores posesiones. La voz de Raggles es interpretada por Emma Tate.

### Holly
Holly es una niña dulce y de una voz suave. Su cabello está atado con una cinta de lunares. A pesar de que por fuera es tímida, Holly siempre piensa en los otros y es generosa y buena.  Disfruta hacer cosas de los materiales que recoge y los mantiene en su estudio de arte.  La voz de Holly es interpretada por Teresa Gallagher.

### Will
Will es un niño un poco temerario. Vive el momento y ocasionalmente actúa antes de pensar. Su orgullo y su alegría es su Ir Speeder pero también le encanta el fútbol. La voz de Will es interpretada por Teresa Gallagher.

### Big Bear
Big Bear es un gran viejo oso de peluche que le encanta la jardinería y la cocina, por lo general se le puede encontrar en su huerto o en la cocina.  A pesar de que es grande y torpe, Big Bear es un buen oyente y es un amigo leal y de confianza. La voz de Big Bear es interpretada por Wayne Forester.

### Bluebird
Bluebird es dogmática, ruidosa y un poco diva. Cree que tiene poderes mágicos pero nadie ha visto jamás que sus hechizos funcionanaran y nadie nunca tendría el corazón para decírselo La voz de Bluebird es interpretada por Emma Tate.

### Oakley
Oakley el viejo roble es una figura de abuelo a Rosie y todos sus amigos. Es amable y enterado, Oakley es un compañero constante y una fuente fiable de información. Desde su alta posición ventajosa en su colina, Oakley es capaz de ver y compartir todos los acontecimientos en el jardín. La voz de Oakley es interpretada por Wayne Forester.

### Personajes recurrentes
Archie
Archie es un camaleón que habla muy rápido, es un camaleón sudamericano perspicaz que tiene una habilidad natural para cambiar de color. Archie tiene un apetito por la aventura. La voz de Archie es interpretada por Wayne Forester.
Las Pequeñas Bellotas
Un trío de risitas, las tres bellotas viven en una de las ramas de Oakley. Les encanta charlar, saltar de rama en rama y esconderse entre las hojas del roble. Las Bellotas aman la sabiduría de Oakley y su narración. 
Little Bear
Little Bear es el sobrino de Big Bear, quién a veces viene para visitar su tío. Es un torbellino de problemas y a veces demasiado para que Big Bear lo pueda manejar.
Saffie
Saffie es un cedro del Líbano y que está junto a la casa de Will y Holly. Saffie habla con un acento exótico. Ella rara vez da una respuesta directa, prefiere hablar con acertijos y proverbios.
Teal
Teal es un pato del norte.  Es una amiga leal y sincera a Bluebird y Manny.
Manny
Manny es descarado, travieso y testarudo. Le encanta reír y a menudo es capaz de hasta no ir con sus amigos Bluebird y Teal.
Ed la Lombriz
Ed es un amistoso lombriz quién comunica con amores y pequeños sonidos de música.
Fluffy Bugs
Los Fluffy brillan suavemente mientras vuelan.
Escarabajos morados
Los Escarabajos Morados viven en la guarida de Big Bear. Son tímidos más que espeluznantes.
Los Mordys
El Mordys es una familia de lirones de los valles galeses. El Señor Mordy habla muy suavemente y su mujer Señora Mordy le encantan los sombreros grandes. Tienen un hijo y una hija.
Los Dartys
El Sr. y la Sra Darty son geckos de buena reputación tropicales con altos estándares y un aire distante.
Nat Y los Castores Mates
Matt y Nat son castores escoceses que hablan muy rápido, que han instalado su casa en el Dique de Castor cerca de la cascada.  Pueden construir cualquier cosa de una pila de palos y es completamente dedicado a uno otro.
Molly el Topo
Molly el Topo es un topo encantador con un acento de país del oeste. Ella es miope y tiene tendencia de ser olvidadiza.

### Personajes especiales
Monty el Mono
Monty es un mono descarado que vive en las ramas del Gran viejo roble en el medio del bosque mágico. Él es, naturalmente, juguetón y travieso y se encuentra nada más que para hacer nuevos amigos.
El Roble Viejo Magnífico
En medio del bosque, rodeado por un anillo de agua fresca vive el Gran Viejo Roble. El claro está iluminado por los rayos de la luz del sol, con las semillas de diente de león que giran a su alrededor en el aire. El Gran Viejo Roble roble tiene una sonrisa amable y un brillo agradable a sus ojos.
Las Libélulas
Las libélulas revolotean a través del Mundo de Rosie los llevaron en un viaje impresionante a través de la cascada resplandeciente, a través de la cueva de cristal brillante y en todo el vibrante campo de maíz amarillo. Sus alas hermosas brillantes batiendo suavemente mientras se deslizan por la brisa.

## Ubicaciones

### El mundo de Rosie
La casa de Rosie está situada en el fondo del jardín y está rodeado por el área de pícnic, el patio, la huerta, Saffie y el bosque.

### La casa de Rosie
La casa de Rosie no es una casa normal! Un edificio cilíndrico con un domo en el superior. Cuándo Rosie y Raggles quieren salir para jugar, las escaleras se convierten en un tobogán que les deja deslizar sin incidentes hasta ir completamente abajo.

### La colina de Oakley
Detrás de la casa de Rosie está la colina de Oakley. Arriba de la colina está Oakley el roble viejo sensato.

### La guarida de Big Bear
Detrás de la Huerta está la guarida de Big Bear. Una casa grande con la hiedra trepando por las paredes del interior. En el interior hay una cama enorme para un oso, un baño de piscina, una cocina grande y muebles enormes.
Al lado de la guarida del Big Bear está su cobertizo, así como un huerto donde cultiva su fruta y verdura.

### El Patio
El patio tiene un muelle balancín caballo, un balancín arco iris, un trampolín hundido y dos columpios amarillos. Junto a la zona de juegos es un gran arenero circular y una fuente de agua.

### El área de Pícnic
En el área de pícnic, la mesa y los asientos están esculpidos de árboles, plantas y hojas y proporcionar el sitio perfecto para congregarse en un día de verano caluroso.

### El Laberinto
Un verde y colorido laberinto de camino enladrillado donde hay callejones sin salida.

### El asta de bandera
En el centro del laberinto se encuentra una asta de altura coronado por una multicolor 'Wind Spinner'. La ruleta de colores gira en días de viento y refleja las condiciones actuales. El asta de la bandera está rodeado de botones individuales, cada uno representa un patrón que pertenece a uno de los personajes. Cuando cada personaje llega al centro del laberinto, el primero en saltar sobre su botón tendrá su pabellón elevado a la parte superior del poste.

### La Huerta
La huerta está llena de árboles que dan manzanas, peras y ciruelas. También hay una gran cantidad de arbustos Bozberry y los personajes como nada más que para hacer un lote de los molletes del arándano con la fruta. El Bozberry (o Bozberries) fueron creados específicamente para Toso es Rosie y son más bien como un arándano.

### El Podswings
Junto a la huerta de fruta está el Podswing, una estructura de bambú que contiene tres asientos como para hacer pivotar y girar alrededor adentro.

### La Corriente
La corriente estrecha serpentea su manera a través del mundo de Rosie. Piedras, guijarros, juncos y el pez pequeño puede ser encontrado en alrededor de sus orillas.

### El Showground
El Showground está localizado abajo pendiente de la colina de Oakley. Está hecho de interrelacionados anillos y puede cambiar de forma y estructura. Por dar un paso en un botón en la tierra el Showground puede transformar de una pista de patinaje a un campo de fútbol, una pista de tenis o una piscina.

### El estudio de Will y Holly
El estudio de Will y Holly está construido a la ladera en la inmersión de Saffie .
El estudio de Will es donde él hace experimentos con su Ir Speeder e inventa cosas extrañas y maravillosas, y el estudio de Holly es donde almacena todo su equipamiento artístico.

### El Dique del Castor y Piscina
La Piscina de Dique & del Castor está puesta en el bosque del más allá y la casa de Holly. Hay una cascada pequeña. La piscina es el sitio favorito de Big Bear para ir pesca.

### Ubicaciones especiales
El Crossroads
Una de las áreas más montañosa y boscosa del jardín, hay un cruce de caminos rodeados de hermosos árboles.
La Cascada
Una impresionante cascada en una pared de roca arrojando una brillante gama de colores como los rayos del sol pasan a través de él. La hermosa cascada esconde un camino secreto hasta el otro lado!
La Entrada de Cueva del Cristal
A través de los árboles es la entrada a una cueva brillante, en forma de una puerta de arco con paso hexagonales previos sobre una piscina de agua fresca a su entrada.
El Interior de Cueva del Cristal
El interior de la hermosa cueva de cristal, el brillo de las paredes, brillan con el cristal natural que dan reflejos distorsionados divertidos como una sala de espejos. La luz del día llega desde las dos entradas de la cueva llenando la cueva con una luz brillante.
La colina
Fuera de la salida a la cueva de cristal es la cima de una colina, salpicado de árboles. Haciendo su camino hacia abajo de la colina está un lecho de un arroyo que se secó, un canal poco profundo llena de hierba y musgo.
El Campo Amarillo
En la parte inferior de la colina es un vasto campo amarillo, cirra la brecha entre la colina y el bosque más allá de donde vive el Gran Viejo Roble.
El Bosque
Un bosque profundo con un dosel de espesor, cierra el paso a gran parte de la luz del día. El bosque es oscuro, pero bastantes flores todavía florecen en el suelo del bosque añadiendo toques de color a los verdes y marrones de los árboles.
El Registro de Puente & del Bosque
Entre las características de la selva son un puente de troncos de musgo y un viejo tronco hueco.